# Polyxena (gênero)
Polyxena é um género botânico pertencente à família Asparagaceae.